# Andrew et Jon Erwin
Pour les articles homonymes, voir Erwin.

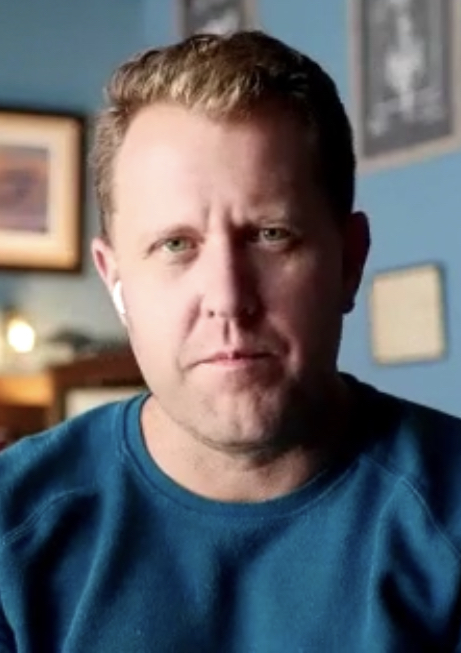
Photographie de Jon Erwin en 2021

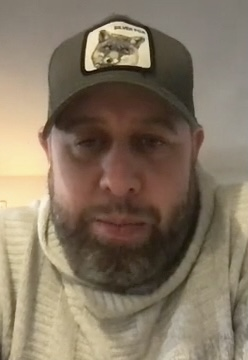
Photographie d’Andrew Erwin en 2021

Andrew et Jon Erwin sont deux frères réalisateurs, scénaristes et producteurs de cinéma évangéliques américains. Ils sont les dirigeants de la société de production Kingdom Story Company .

## Biographie
Les frères Erwin sont tous deux nés à Birmingham, en Alabama. Leur père, Hank Erwin, a été sénateur de l'Alabama pour le Parti républicain.
Alors que Jon Erwin est apprenti-cadreur chez le diffuseur ESPN, il doit, à l'âge de 15 ans, remplacer un cadreur malade pour la couverture d'un match de football américain de l'équipe de football des Crimson Tide de l'Université de l'Alabama. Il déclare être « tombé amoureux » du métier ce jour-là.

### Carrière
Après avoir interrompu leurs études dans une école de cinéma, les frères Erwin réalisent The Cross and the Towers, un documentaire sur la croix d'acier retrouvée dans les débris des tours du World Trade Center après les attentats du 11 septembre 2001. 
En 2011, Jon a été directeur de seconde équipe pour le film Courageous. En 2011, sort leur premier long-métrage, October Baby, un film pro-vie qui raconte l'histoire d'une jeune femme qui a failli être avortée dans le ventre de sa mère. En 2018, La Voix du pardon est un succès au box-office. 
En 2019, avec Kevin Downes et Tony Youngm ils fondent la société de production Kingdom Story Company .
En 2020, les deux frères sortent J'y crois encore.

## Filmographie
- 2006 : The Cross and the Towers
- 2011 : October Baby
- 2014 : Crise de mères
- 2015 : Woodlawn
- 2018 : La Voix du pardon
- 2020 : J'y crois encore
- 2021 : American Underdog
- 2023 : La Révolution de Jésus
- 2023 : Wildcat d'Ethan Hawke